# Lake George Reflection
Lake George Reflection  est un tableau de l'artiste américaine Georgia O'Keeffe réalisé en 1922 sur les rives du lac George, dans l'État de New York. Il fait partie d'une collection privée après avoir été vendu 12 933 000 $ le 19 mai 2016.
Exposée pour la première fois en 1923 par l'artiste aux galeries Anderson, l'œuvre était accrochée verticalement pour se lier plus étroitement aux images agrandies de fleurs qu'elle explorait simultanément.

## Sujet
Cette huile sur toile est un paysage  dans lequel  le sujet clairement annoncé est le lac George qu'elle contemple lors de ses séjours dans la maison de la famille de son mari Alfred Stieglitz. Ce sujet fait l'objet de plusieurs tableaux, dont Storm Cloud, Lake George, en 1923 et qu'elle reprendra jusqu'aux limites de l'abstraction dans Red, Yellow and Black Streak en 1924.

### Autres peintures du Lac George
- Lake George Coat and Red, 1919, MoMa.
- Lake George with Crows (Lac George et corbeaux), 1921, Musée des beaux-arts du Canada.
- Lake George, 1922, Musée d'Art moderne de San Francisco.
- Red Hills, Lake George, 1927, The Phillips Collection.